# Hrabstwo Botetourt

Piramida wieku hrabstwa

Hrabstwo Botetourt – hrabstwo w USA, w stanie Wirginia, według spisu z 2000 roku liczba ludności wynosiła 30 496. Siedzibą hrabstwa jest Fincastle. Hrabstwo zostało założone w 1770 roku.

## Geografia
Według spisu hrabstwo zajmuje powierzchnię 1405 km², z czego 1397 km² stanowią lądy, a 8 km² stanowią wody.

### Miasta
- Buchanan
- Fincastle
- Troutville

### CDP
- Blue Ridge
- Cloverdale
- Daleville
- Laymantown